# Pisma mrtvega človeka (film)
Pisma mrtvega človeka (izvirno rusko Письма мёртвого человека) je sovjetsko-ruski znanstvenofantastični, poapokaliptični in antiutopični film katastrofe režiserja Konstantina Sergejeviča Lopušanskega. Avtor scenarija Ribakov je leta 1987 prejel Državno nagrado RSFSR.
Film je bil tedaj še toliko aktualnejši, saj je izšel v letu černobilske jedrske katastrofe.

## Zgodba
Zgodba je postavljena v svet po jedrski apokalipsi. Nadzornik v ameriškem raketnem oporišču je opazil računalniško napako, vendar je pri tem polil kavo in ni uspel razveljaviti izstrelitev. Preživeli so se preselili v podzemna zaklonišča in uvedli so strogo policijsko uro. Vsak se je moral znajti, kakor je vedel in znal.

## Vloge
- Nikolaj Alkanov
- Rolan Antonovič Bikov - Profesor
- Vaclav Janovič Dvoržecki - Pastor
- Nora Grjakalova
- Vadim Lobanov
- Konstantin Sergejevič Lopušanski
- Vera Majorova
- Viktor Vasiljevič Mihajlov
- Josif Riklin
- Aleksander Sabinin
- Svetlana Stanislavovna Smirnova - Tereza